# Cerechta
Cerechta is een geslacht van rechtvleugeligen uit de familie veldsprinkhanen (Acrididae). De wetenschappelijke naam van dit geslacht is voor het eerst geldig gepubliceerd in 1922 door Bolívar.

## Soorten
Het geslacht Cerechta  is monotypisch en omvat slechts de volgende soort:
- Cerechta bouvieri (Bolívar, 1922)